# Großsteingräber in Nordost-Niedersachsen
Die Großsteingräber in Nordost-Niedersachsen liegen zwischen den Flüssen Weser, Aller und Elbe. Die Megalithanlagen aus der Jungsteinzeit wurden von der Trichterbecherkultur (TBK) zwischen 3500 und 2800 v. Chr. errichtet. Obwohl viele Megalithanlagen zerstört wurden, sind im Untersuchungsgebiet noch zahlreiche vorhanden. Die unzerstörten Anlagen sowie alte Aufzeichnungen vermitteln einen Überblick über ihre ursprüngliche Verbreitung. Im aus Mooren, Niederungen und Geestflächen bestehenden Westen des Untersuchungsgebietes liegen einzelne Siedlungskammern. Dagegen hält sich die Besiedlung in der Lüneburger Heide weitgehend an die Flussauen. Nahezu frei von Megalithanlagen bleibt der Bereich beiderseits der Aller und ihrer Nebenflüsse.

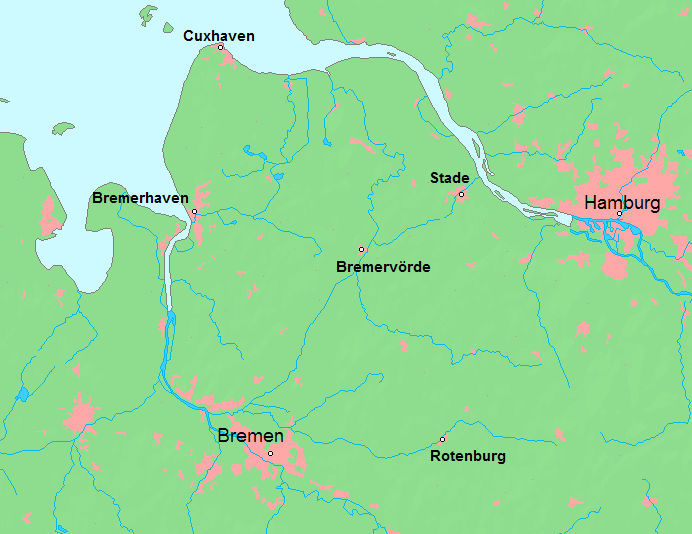
Elbe-Weser-Dreieck

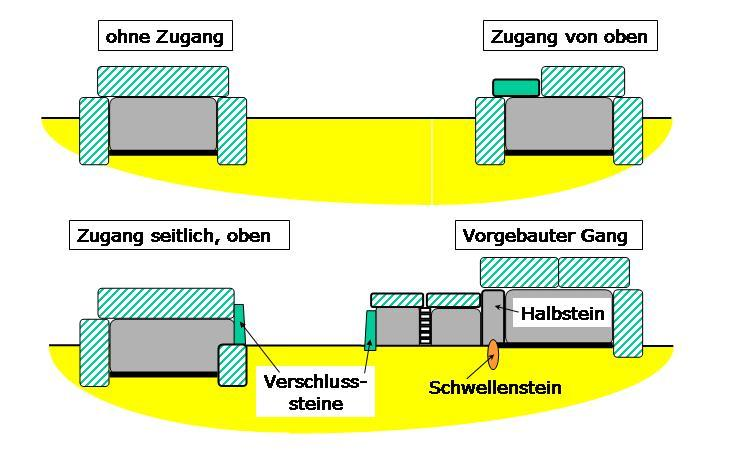
Die Entwicklung vom Urdolmen („Blockkiste“ oben links) zum Urdolmen mit Gang (unten rechts)

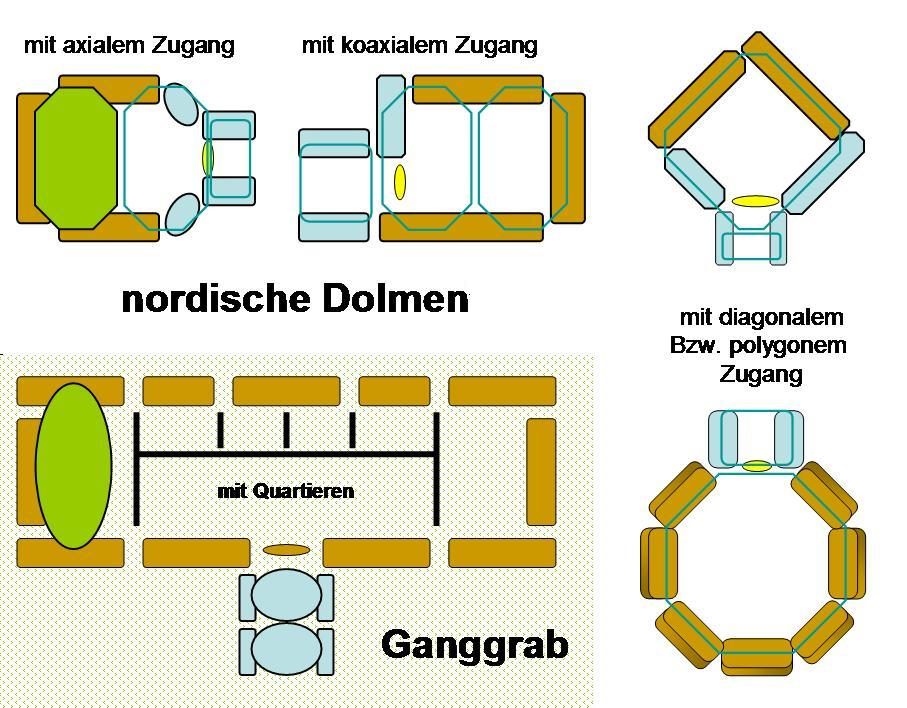
Rechteckdolmen (oben), Ganggrab mit Quartieren und ein Polygonaldolmen (unten)

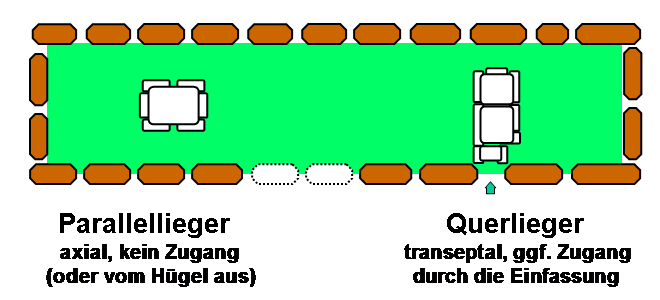
Hünenbett mit Urdolmen (als Parallellieger) und erweitertem Dolmen (als Querlieger)

## Hünenbetten
Die Anlagen waren im Westen des Untersuchungsgebietes überwiegend von runden oder ovalen Hügeln bedeckt. Im Osten lagen sie zumeist in Hünenbetten. Die Hünenbetten waren in der Regel rechteckig, seltener trapezförmig und nur in Altenmedingen-Haaßel, Landkreis Uelzen mittig eingeschnürt. Trapezförmige Anlagen liegen, von Ausnahmen abgesehen (Bülzenbett in Sievern, Landkreis Cuxhaven und Bevern, östlich der Ilmenau) vor. Neben extrem kleinen Anlagen, die gerade die Kammern einschließen (z. B. Barskamp, Landkreis Lüneburg; Dörmte, Landkreis Uelzen; und Lemgrabe, Landkreis Lüneburg), existieren sehr lange Monumente. Die ehemals längste, in Niendorf, Landkreis Uelzen ist abgegangen. Sie war etwa 112 m lang und bei einer Breite von 3,5 m von 166 Steinen eingefasst. Sehr lange Hünenbetten befinden sich auch bei Drangstedt, Landkreis Cuxhaven (90 m; 70 m), Oldendorf und Tosterglope, Landkreis Lüneburg (beide 80 m). Die übrigen sind zumeist zwischen 20 und 40 m lang. Ihre Breite beträgt um die sechs Meter. Wesentlich schmaler sind die Hünenbetten ohne Kammer. Hünenbetten und Grabhügel waren von Findlingen umgeben, deren glattere Seiten nach außen gerichtet waren. Das vollständig untersuchte Hünenbett von Oldendorf, Landkreis Lüneburg, (80,0: 6,5 m) war von 108 Findlingen eingefasst. Bei den Hünenbetten in der Oldendorfer Totenstatt hat sich gezeigt, dass kleinere Einfassungssteine durch Unterfüttern auf eine einheitliche Höhe gebracht worden waren. Bei anderen Einfassungen nimmt die Höhe der Steine von einem Ende zum anderen ab, was auf den Mangel an gleich großen Steinen zurückzuführen ist. Bei einigen Hünenbetten befinden sich an der Schmalseite so genannte Wächtersteine, die zudem noch aus der Flucht der Längsseiten gerückt sein können, so in Barskamp und Oldendorf. Die Bedeutung dieser baulichen Maßnahme ist unklar. Die Höhe der Erdaufschüttung in den Hünenbetten ist verschieden. Bei den kammerlosen Hünenbetten handelt es sich fast ausnahmslos um sehr flache, da sie keine Kammer zu bedecken hatten. Bei den übrigen scheint die Aufschüttung bis über die Decksteine der Kammern gereicht zu haben. Das Aufschüttungsmaterial bestand ebenso wie bei den Grabhügeln aus gelben Sanden.

## Orientierung
Die Hünenbetten westlich der Ilmenau sind sämtlich etwa ostwest-orientiert, jene östlich des Flusses dagegen meist südnord. Abweichungen von dieser Ausrichtung können auf natürliche Gegebenheiten zurückgeführt werden, beim Hünenbett I von Oldendorf auf die Ausnutzung einer Bodenwelle, die das Monument imposanter erscheinen lässt. Bei wenigen ovalen und runden Hügeln über den Steinkammern lässt sich ein Steinkranz nachweisen (z. B. in Gnarrenburg und Steinfeld, Rotenburg). Andere hatten einen Steinmantel, eine Decke aus Rollsteinen (z. B. Rohstorf, Landkreis Lüneburg).

## Dolmen
Fast alle Großsteingräber wurden ebenerdig errichtet. Versenkte Kammern sind selten. In der Regel befindet sich in einem Hünenbett nur eine Kammer. Ausnahmen sind nur aus Horneburg, Landkreis Stade, wo die Überreste zweier Kammern mit mehreren Decksteinen sichtbar sind, und aus Altenmedingen, Landkreis Uelzen, bekannt, wo laut den Aufzeichnungen eine Kammer mit sechs und eine mit sieben Decksteinen im Hünenbett angetroffen wurden. Die Kammern liegen üblicherweise an einem Ende des Hünenbettes, seltener in der Mitte. Die Kammern können, nach Form und Größe unterschieden, in eine Anzahl von Typen unterteilt werden. Meist sind sie rechteckig, seltener trapezförmig (Meyenburg und Osterholz-Scharmbeck, Landkreis Osterholz, Lamstedt, Landkreis Cuxhaven, Ahndorf, Boitze und Lemgrabe, Landkreis Lüneburg) und vereinzelt auch leicht oval (Flögeln, Landkreis Cuxhaven und Steinfeld, Landkreis Rotenburg). Die Zwischenräume zwischen den Tragsteinen wurden mit Platten (Zwischenmauerwerk) ausgefüllt. Die Kammern dürften entsprechend dem Befund von Birkenmoor, Schleswig-Holstein, innen von einem Lehmmantel umgeben gewesen sein.
Die kleinste Form der Grabkammer ist der Urdolmen, eine im Untersuchungsgebiet mannslange Kammer aus auf der Schmalseite liegenden Seitensteinen und einem einzigen Deckstein. Einer der Seitensteine kann halbhoch sein, um den Zugang zur oft etwas eingetieften Kammer zu ermöglichen, deren lichte Weite etwa 2,5 m × 1,0 m beträgt. Aus dem nordöstlichen Niedersachsen kann man zu dieser Form nur den Dolmen von Barskamp, Landkreis Lüneburg, zählen. Eine Form mit kurzem Gang an der Schmalseite trifft man in Nahrendorf, Landkreis Lüneburg. Der Urdolmen von Altenmedingen-Haaßel, Landkreis Uelzen, gehört zu den wenigen Anlagen mit Zugang von oben. Die elbnahe Verbreitung der Urdolmen deutet auf Kontakte ins südliche Holstein und westliche Mecklenburg.
Größere Ausmaße zeigen, auch in der Höhe, die erweiterten Dolmen. Bei ihnen stehen wie bei den übrigen Kammerformen die Tragsteine auf der kleinsten Fläche aufrecht, um eine größere Höhe zu erreichen. Die Kammern sind aus fünf bis sechs Tragsteinen gebaut, wobei die Decksteine in Dreipunktauflage aufliegen. Der Zugang befindet sich auf einer der Schmalseiten und ist häufig durch einen halbhohen Eintrittsstein verschlossen. Bei einer Reihe erweiterter Dolmen wird eine der Langseiten durch drei Tragsteine gebildet, doch tragen auch sie nur zwei Decksteine. Eine andere Form zeigen zwei der erweiterten Dolmen aus Grundoldendorf, Landkreis Stade. Einer besitzt einen Halbstein, der den Zugang zur Hälfte verstellt, der andere zeigt die Tendenz zur Vergrößerung der Kammer durch drei Tragsteinpaare. Die Mehrzahl der erweiterten Dolmen im Untersuchungsgebiet liegt in Hünenbetten und dort quer zur Längsachse. Nur auf der Bremerhavener/Cuxhavener Geest liegen einige unter Rundhügeln. Die Verbreitung der erweiterten Dolmen hat Schwerpunkte. Südnord ausgerichtete Kammern sind aus dem Bremerhavener/Cuxhavener Bereich bekannt, ein weiterer Dolmen liegt südöstlich von Stade an der Luhe und ein dritter, allerdings mit ostwest ausgerichteten Kammern, liegt in der östlichen Lüneburger Heide, im Einzugsbereich der Neetze. Nur in der Literatur überliefert ist ein Polygonaldolmen im äußersten Westen des Elbe-Weser-Dreiecks.

## Steinkisten
Neben den zu ebener Erde errichteten Monumenten sind auch einige Steinkisten bekannt, die in den Boden eingesenkt sind. Die Auskleidung der Kammer erfolgte durch plattige Steine; über den Überbau ist im Untersuchungsgebiet wenig bekannt (Fehrenbruch, Flögeln, Hagenah, Heerstedt und Meckelstedt).

## Ganggräber
Alle übrigen Megalithanlagen besitzen den Zugang nicht auf einer Schmalseite, sondern auf einer der Langseiten. In der Regel stimmt die Anzahl der Decksteine mit der Zahl der Tragsteine überein, gelegentlich ist jedoch ein zusätzliches Tragsteinpaar vorhanden. Im östlichen Bereich, in der Lüneburger Heide, kommt es verschiedentlich vor, dass die Langseite gegenüber dem Zugang einen Tragstein mehr aufweist. Eine Ausnahme bildet die Steinkammer in der Nekropole von Soderstorf, Landkreis Lüneburg; sie hat auf der Zugangsseite fünf, auf der gegenüberliegenden, geschlossenen Langseite nur vier Tragsteine.

### Verbreitung
Kammern mit drei Decksteinen befinden sich in lockerer Streuung im gesamten Bereich insbesondere dort, wo erweiterte Dolmen liegen. Bei größeren Kammern wird das Ergebnis informativer. Von Ausnahmen abgesehen fehlen mittelgroße und lange Kammern mit einer ungeraden Decksteinzahl im Elbe-Weser-Dreieck und auf der Stader Geest völlig. Kammern mit fünf und sieben Decksteinen bleiben auf die Lüneburger Heide beschränkt. An ihre Stelle treten im Westen weitgehend solche mit vier Decksteinen. Sehr lange Kammern mit sechs und mehr Decksteinen konzentrieren sich entlang der Bremen-Verdener Geest, im südlichen Teil der Stader Geest und im Ilmenau- und Neetzetal. Der mit kleinen Kammern dicht belegte Bereich zwischen Luhe und Seeve bleibt frei. Eine weitere Gliederung in einen westlichen und einen östlichen Bereich ergibt sich aus der Lage des Zuganges. Bei den Kammern mit vier, sechs und acht Decksteinen des Untersuchungsgebietes liegt der Zugang grundsätzlich in der Mitte einer Langseite. Man war bei diesem Prinzip derartig konsequent, dass z. B. bei der Grabkammer mit drei Decksteinen von Steinfeld, Landkreis Rotenburg, auf einer Langseite nur zwei Tragsteine standen, zwischen denen sich der Zugang befand. Im östlichen Bereich liegt der Zugang, durch die ungerade Zahl der Tragsteine bedingt, notwendigerweise außermittig. Noch deutlicher wird die absichtliche Exzentrizität bei den so genannten Holsteiner Kammern. Bei Kammern ab vier Decksteinen liegt dort der Zugang zwischen dem ersten und zweiten Tragstein, bei sehr langen Kammern auch zwischen dem zweiten und dritten.

### Zugänge
Häufig ist der Zugang durch ein oder seltener zwei niedrige Paare von Tragsteinen und eine entsprechende Anzahl von Decksteinen darüber geschützt. Im eigentlichen Zugang befindet sich oft ein flacher Schwellenstein mit einem Trittstein davor, meist einer Sandsteinplatte. Der Zugang zur Kammer wurde nach der Belegung durch faust- bis kopfgroße Feldsteine versperrt. Doch konnten verschiedentlich auch andere Möglichkeiten beobachtet werden. In Hammah und Deinste, Landkreis Stade, wurde ein großer Granitstein vorgeschoben, in Nenndorf, Landkreis Harburg, fand sich im Inneren eine Platte, die breiter als der Zugang ist, den sie verschloss. Ähnliches ist bei den Ausgrabungen in Emsen-Langenrehm, Eyendorf, Landkreis Harburg, und, älteren Grabungsberichten zufolge, auch in Flögeln beobachtet worden.

### Böden
Das Innere der Kammern ist entweder mit meist außerordentlich sorgfältig verlegten plattigen Sandsteinen und Graniten gepflastert oder es ist ein regelrechtes Kopfsteinpflaster aus Rollsteinen. Darüber ist eine mehrere Zentimeter starke Schicht von Granitgrus, vereinzelt auch verbranntem Feuerstein geschüttet worden. Lehmbröckchen deuten darauf hin, dass der Boden abschließend in Art einer Tenne mit Lehmestrich geglättet war. Plattige Steine in den oberen Bereichen mit Sand verfüllter Kammern deuten auf eine sekundäre Dielung hin.

#### Quartiere
Sehr selten wurde im Untersuchungsgebiet eine Abgrenzung durch hochgestellte Platten im Inneren der Kammern erkannt (Flögeln, und Radenbeck, Landkreis Lüneburg), eine bauliche Trennmaßnahme, die in Holstein, Mecklenburg und Skandinavien häufiger beobachtet werden konnte.

## Hünenbett ohne Kammer
Eine besondere Gruppe von Megalithanlagen bilden die kammerlosen Hünenbetten, lange rechteckige oder trapezförmige Erddämme mit einer Einfassung aus Findlingen. Neben sehr flachen Monumenten (Barskamp und Tosterglope, Landkreis Lüneburg) kommen auch solche bis zu 1,5 m Höhe vor (Oldendorf]. Im Inneren befinden sich keine Steinkammern, wohl aber solche aus Holz (Oldendorf und Tosterglope 2). Aus Bavendorf und Oldendorf sind längere Steinpflaster bekannt, auf denen die Beisetzungen vorgenommen wurden. Die Verbreitung der Monumente, fast ausschließlich im elbnahen Bereich Boltersen und Horndorf, weist auf Zusammenhänge mit dem westlichen Mecklenburg und dem lauenburgischen Sachsenwald hin.

## Besonderheiten
Einige Anlagen weichen von den übrigen in Form und Bauart ab. Das Steingrab D der Sieben Steinhäuser von Fallingbostel hat einen riesigen Deckstein, eine nahezu quadratische Kammer und ungewöhnlich flache Wandsteine aus Granit. Bei einer in einem Rundhügel gelegenen, nur noch aus einer Zeichnung bekannten Anlage von Twistenbostel, Landkreis Rotenburg, fällt der extrem langen Zugang von etwa 6,0 m aus dem Rahmen. Hier vermutete Friedrich Laux 1979 ebenso wie beim Polygonaldolmen westeuropäische Einflüsse. Inzwischen ist aber, insbesondere durch die Arbeiten von Ewald Schuldt, klar, dass diese nicht vorliegen.
Die Megalithanlagen lagen einzeln oder in Gruppen beieinander, die selten mehr als drei bis fünf Anlagen umfassen. Nur vereinzelt setzt sich eine derartige Gruppe nur aus einem einzigen Kammertyp zusammen. In der Regel handelt es sich um Grabkammern unterschiedlicher Form und Größe. Allerdings kommen dann jeweils nur bestimmte Größen zusammen vor, so kleine und mittelgroße Kammern, mittelgroße und lange Kammern oder in größeren Gruppen auch kleine, mittelgroße und lange Grabkammern, nie jedoch kleine und lange Kammern. Offensichtlich wird hinter der unterschiedlichen Größe der Grabkammern in einer Gruppe eine Entwicklungstendenz sichtbar, die von den Urdolmen über die erweiterten Dolmen zu den mittelgroßen und langen Ganggräbern führt, eine nur scheinbare Tendenz, die durch Grabungsbefunde, die die ältesten Dolmen zeitlich neben die ältesten Ganggräber stellt, obsolet wurde.

## Bautrupptheorie
Nach Friedrich Laux stehen hinter diesem Verbreitungsbild unterschiedliche „Bautraditionen“ und „Bauschulen“. Aufgrund der technischen Ausführungen folgerte Ewald Schuldt bereits 1972, dass die Monumente unter „Anleitung eines Spezialisten oder von Spezialistengruppen“ durchgeführt wurden. Schon früh vermutete man hinter diesen Gräbern eine religiöse Bewegung (J. K. Wächter 1841, S. 9). Diese konnte sich, ähnlich wie das Christentum in nur 2000 Jahren, im Laufe von mehr als 8000 Jahren in verschiedene Sekten spalten (Vere Gordon Childe 1947, S. 46). Die Ausprägung der Anlagen konnte dann lokal bestimmt sein, wobei das eine das andere nicht ausschließt.

## Funde
In den Anlagen befinden sich als Grabbeigaben Anhänger aus Schiefer, Äxte aus Felsgestein, Beile, Klingen und Pfeilspitzen aus Feuerstein, Perlen aus Bernstein und verzierte und unverzierte zerscherbte, nur sehr selten vollständige Tongefäße. Bei den Beilen handelt es sich um allseitig geschliffene, dünnnackige Feuersteinbeile. Die Kammern enthalten ein Fundstück, seltener zwei. Falls zusätzlich andere Typen, wie dicknackige oder dünnblattige Flintbeile auftreten, lässt sich in der Regel auch Keramik von Nachbestattungen der Kugelamphoren- und der Einzelgrabkultur nachweisen, denen Beile zugeordnet werden können. Die Feuersteinklingen sind fingerlange Späne, meist ohne randliche Retusche. Die aus Abschlägen gefertigten Pfeilspitzen haben eine ausladend trapezförmige, vereinzelt auch dreieckige Gestalt. Äxte wurden aus Felsgestein hergestellt. Eine Form mit gewölbtem Nacken, ausladender Schneide, riefenartiger Verzierung auf den Schmalseiten, Schaftfülle und weiteren Merkmalen, die auf Metallvorbilder verweisen, wird als Doppelaxt vom hannoverschen Typ bezeichnet. Ihre geschlossene Verbreitung in Westhannover und im Elbe-Weser-Dreieck unterstreicht noch einmal den Gegensatz zur Lüneburger Heide, wo diese Form unbekannt ist.